# Matelea grisebachiana
Matelea grisebachiana är en oleanderväxtart som först beskrevs av Rudolf Schlechter, och fick sitt nu gällande namn av Brother Alain. Matelea grisebachiana ingår i släktet Matelea och familjen oleanderväxter. Inga underarter finns listade i Catalogue of Life.